# Vilajuïga
Vilajuïga (em catalão e oficialmente) ou Vilajuiga (em castelhano) é um município da Espanha na comarca de Alt Empordà, província de Girona, comunidade autónoma da Catalunha. Tem 13,15 km² de área e em 2021 tinha 1 124 habitantes (densidade: 85,5 hab./km²).
Localiza-se próxima da serra de Rodes. Um das atracções tradicionais da povoação era a água minero-medicinal engarrafada "Aigua de Vilajüiga", fundada em 904. Contudo, em 2017 foi adquirida por uma multinacional e o futuro é incerto.

## Demografia
| Variação demográfica do município entre 1991 e 2004 | Variação demográfica do município entre 1991 e 2004 | Variação demográfica do município entre 1991 e 2004 | Variação demográfica do município entre 1991 e 2004 |
| --------------------------------------------------- | --------------------------------------------------- | --------------------------------------------------- | --------------------------------------------------- |
| 1991                                                | 1996                                                | 2001                                                | 2004                                                |
| 598                                                 | 856                                                 | 982                                                 | 1035                                                |

## Património
- Igreja de Sant Feliu - antiga sinagoga de época medieval reconvertida em templo católico
- Castelo de Quermançó (século X)